# Als

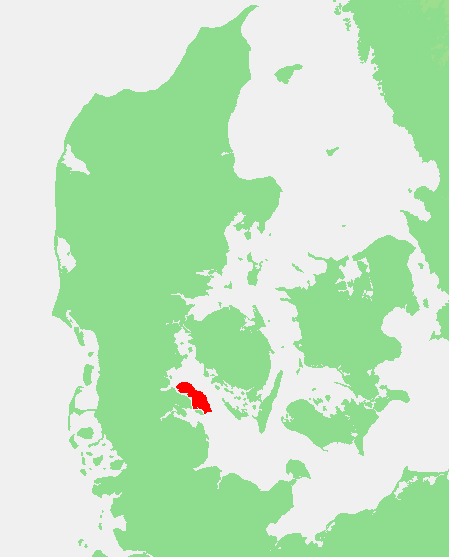
Vị trí đảo Als trên bản đồ Đan Mạch

Als (tiếng Đức: Alsen) là 1 đảo của Đan Mạch ở phía đông bán đảo Jutland. Đảo có diện tích là 321 km², chu vi 165 km. Ranh giới của đảo là Als Sund, Alsfjord, eo biển Lillebælt và Flensborg Fjord. Đảo chia thành 2 hạt là Hạt Bắc Als gồm các thôn làng Egen, Havnbjerg, Nordborg, Oksbøl, Svenstrup và Hạt Nam Als gồm có Augustenborg cùng Sydals với bán đảo Kegnæs. Sau đó tới (1 phần) thành phố Sønderborg cũng là trụ sở của thị xã cùng tên, thuộc Vùng Nam Đan Mạch.
Als nối giao thông với bán đảo Jutland bằng cầu "Vua Christian X" ở Sønderborg (xây năm 1930) và cầu "Alssund" (xây năm 1981). Có tuyến tàu phà từ Ballebro tới Hardeshøj, từ Søby trên đảo Ærø tới Mommark và từ Bøjden tới Fynshav.

## Dân số
Als có số dân là 51.322 người (2010), mật độ là 154 người/km². Thị xã Nordborg cũ có 14.000 cư dân là trụ sở của nhiều xí nghiệp lớn như hãng Danfoss với khoảng 5.500 công nhân viên, Sauer-Danfoss khoảng 2.200, Linak gần 1.000 và Siemens Flow khoảng 400 công nhân viên.

## Địa lý
Als là 1 đảo phì nhiêu, xưa kia có nhiều đồn điền trồng cây ăn trái, nay vẫn còn một vài đồn điền này. Ngày nay Als tập trung vào nghề chăn nuôi heo.
Bờ phía tây của đảo có nhiều chỗ khoét vào đất liền như ở Hørup Hav, Augustenborg Fjord (với đảo nhỏ Katholm) và Dyvig. Bờ phía đông có rừng cây tên Nørreskov rộng 700 ha dọc theo eo biển Lillebælt.

## Lịch sử

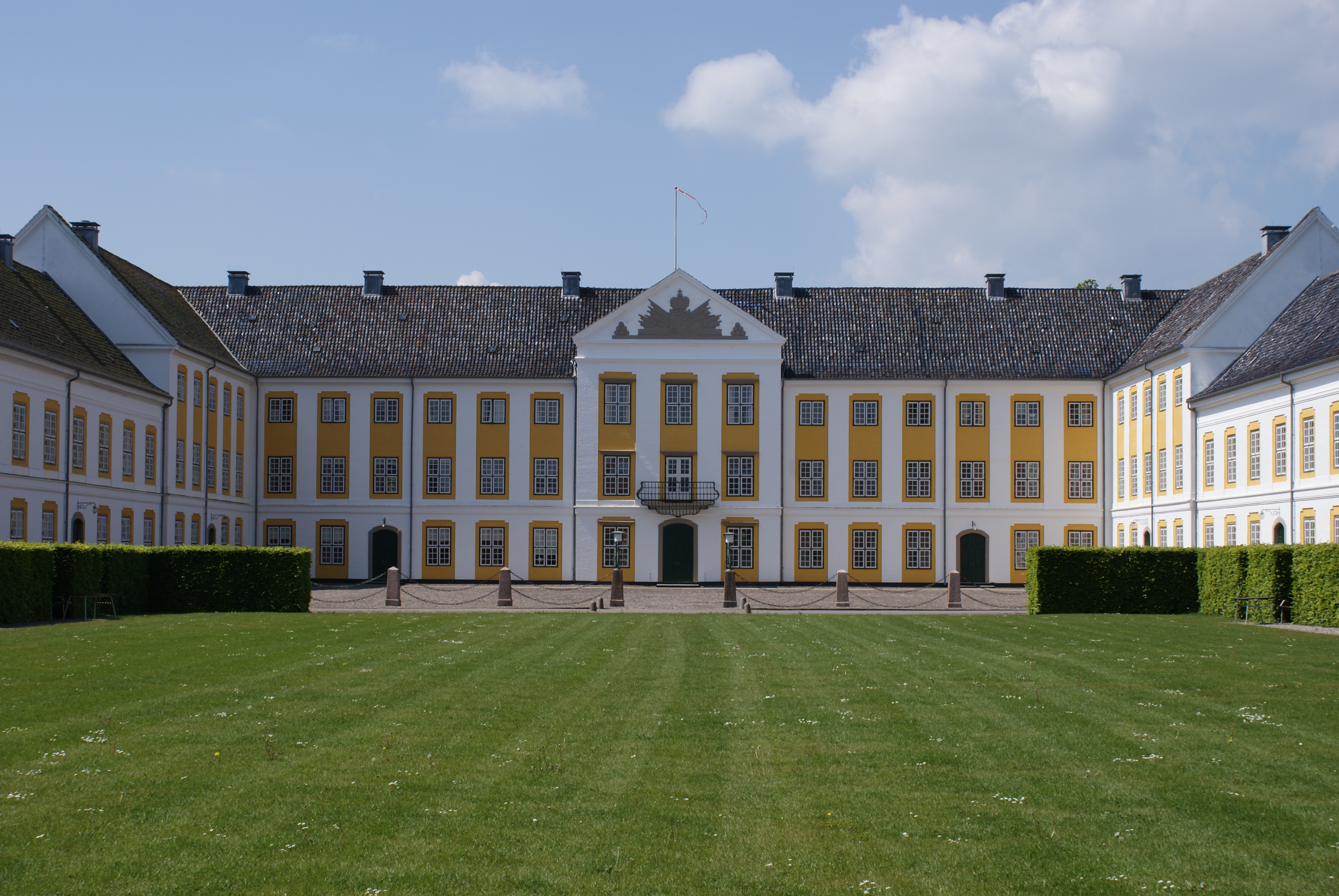
Lâu đài Augustenborg

Rất ít nơi ở Đan Mạch với diện tích nhỏ như đảo Als mà lại có nhiều di tích về các nơi định cư xưa và nhiều mộ đá cổ như vậy, chứng tỏ đảo này đã có người cư ngụ từ thời đại đồ đá cũ. Nhiều mộ đá cổ được tìm thấy trong rừng như rừng Nørreskoven, trong đó 2 mộ cổ và 1 mộ đá tròn ở chung một chỗ ở Blommeskobbel.
Về các di tích từ thời đại đồ đồng và thời đại đồ đá, có thuyền buồm Hjortspring, nay nằm trong Viện bảo tàng quốc gia Đan Mạch. Ở Nordals, người ta cũng tìm thấy các di tích 1 xác trong 1 quan tài bằng gỗ sồi từ thời đại đồ đồng, cùng với một số liễn bằng đồng (nay cũng trưng bày trong Viện bảo tàng nói trên).
Người ta cũng tìm thấy di tích 1 xác chôn chung với con ngựa và thanh kiếm từ thời đại Viking ở Ketting. Ở Augustenborg, thì có di tích 1 công sự gọi là Svenskeskanse, và người ta đã tìm thấy nhiều vật dụng từ thời đại Viking trong bờ lũy của công sự này.
Vào thời trung cổ, đảo có nhiều quý tộc thống trị, mỗi người một nơi. Công tước Hans, con của vua Christian III được chia cho đảo như một phần đất công tước vùng Schleswig và ông ta mua lại mọi đất đai của các nhà quý tộc. Sau đó đảo bị chia thành nhiều đất công tước nhỏ hơn, nhưng rồi đều bị phá sản. Trong thế kỷ 18, công tước Augustenborg là người thống trị đảo. Sau khi công tước đó phản quốc năm 1848 thì đảo thuộc về vương quốc.
Trong cuộc đấu tranh dân tộc từ năm 1848 tới 1920, dân cư trên đảo phần lớn là người Đan Mạch nên trong cuộc trưng cầu ý dân năm 1920 đại đa số dân đã bỏ phiếu theo về Đan Mạch (tuy nhiên các thành phố vẫn mang nét Đức).
Sau năm 1920, đảo phát triển mạnh về kỹ nghệ, nhất là từ sau năm 1945 khi công ty Danfoss phát triển thành công ty đa quốc gia. Ngày nay công ty này mới khai trương công viên Danfoss Universe trên đảo.